# Château de Wannegem-Lede

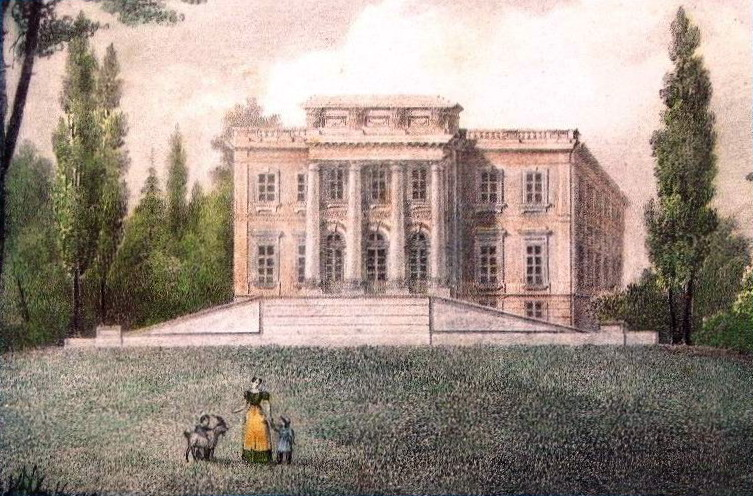
Le château de Wannegem-Lede sur une lithographie du XIXe siècle

Le château de Wannegem-Lede, ou château de Ghellinck d'Elseghem, est situé à Wannegem-Lede, une section de la commune de Kruisem, en province de Flandre orientale de Belgique. L'entrée du château est située sur la chaussée Huisepontweg.

## Architecte Barnabé Guimard
Le château de Wannegem-Lede, également appelé le « Petit Trianon » de Flandre (d'après le Petit Trianon du parc de Versailles), est un exemple de « maison de plaisance » de la fin du XVIIIe siècle dans un style purement classique ou Louis XVI.
L'architecte Barnabé Guimard l'a conçu en 1785-86. Elève de Jacques-Ange Gabriel (architecte du château de Versailles et du Petit Trianon), il fut le maître d'œuvre de la Place Royale, du Parc de Bruxelles et du Palais de la Nation à Bruxelles. Le maître de l'ouvrage était le baron Alphonse Baut de Rasmon, issu d'une riche famille d'industriels gantois et membre de divers conseils au plus haut niveau, comme les États généraux des Pays-Bas autrichiens, époux de Marie-Jeanne Papeians de Morchoven dit van der Strepen (1753-1818),.
Son grand-père François Louis Baut (1688-1764)  est en 1722 un des fondateurs de la « Compagnie impériale d'Ostende » ayant monopole du commerce avec l'Afrique et l'Asie.
Son père François Jean-Baptiste Baut de Rasmon (1715-1783) achète la seigneurie Heuverhuys de Wannegem-Lede en 1765 à la famille Montmorency.
Le parc a été créé sur l'inspiration de l'horticulteur allemand Christian Cay Lorenz Hirschfeld, créateur de jardins. Une pierre commémorative dans le parc le rappelle. Le parc du château comprend un bassin avec une île (avec un pavillon de jardin classique), des hêtres bruns (Fagus sylvatica Atropunicea), des arbres exotiques, une orangerie et une volière ou cage à faisan. À l'intérieur, le hall d'entrée et le grand salon sont ornés de décorations en stuc classique (entre autres, des demi-reliefs) de Joseph Moretti et son frère.
Après la mort d'Adelaïde Vanden Hecke-Baut de Rasmon en 1859, le domaine passe dans la famille de Ghellinck d'Elseghem. De 1859 à 1996, le château appartient à la famille noble de Ghellinck. Depuis lors, il est devenu une propriété privée.

## Monument protégé
Depuis 1971, le château et le parc sont protégés en tant que monument et en tant que paysage,.

## Accessibilité
Le château de Wannegem-Lede est situé entre les vallées de l'Escaut et de la Lys, et est accessible par la route Wannegem-Huise. Le château n'est pas ouvert au public.

## Châteaux voisins
Dans la même commune de Kruisem, se trouvent aussi 
- le château d'Aaishove ou de Kruishoutem, un château du XVIIe siècle ; 
- le château della Faille d'Huysse, avec un parc dessiné par l'architecte paysagiste Edouard Keilig, connu pour son art des jardins (Gartenkunst) : Bois de la Cambre, parc de Laeken, parc d'Avroy à Liège etc.
- le château d'Herlegem, de style Louis XVI.